# Fasti Anziati

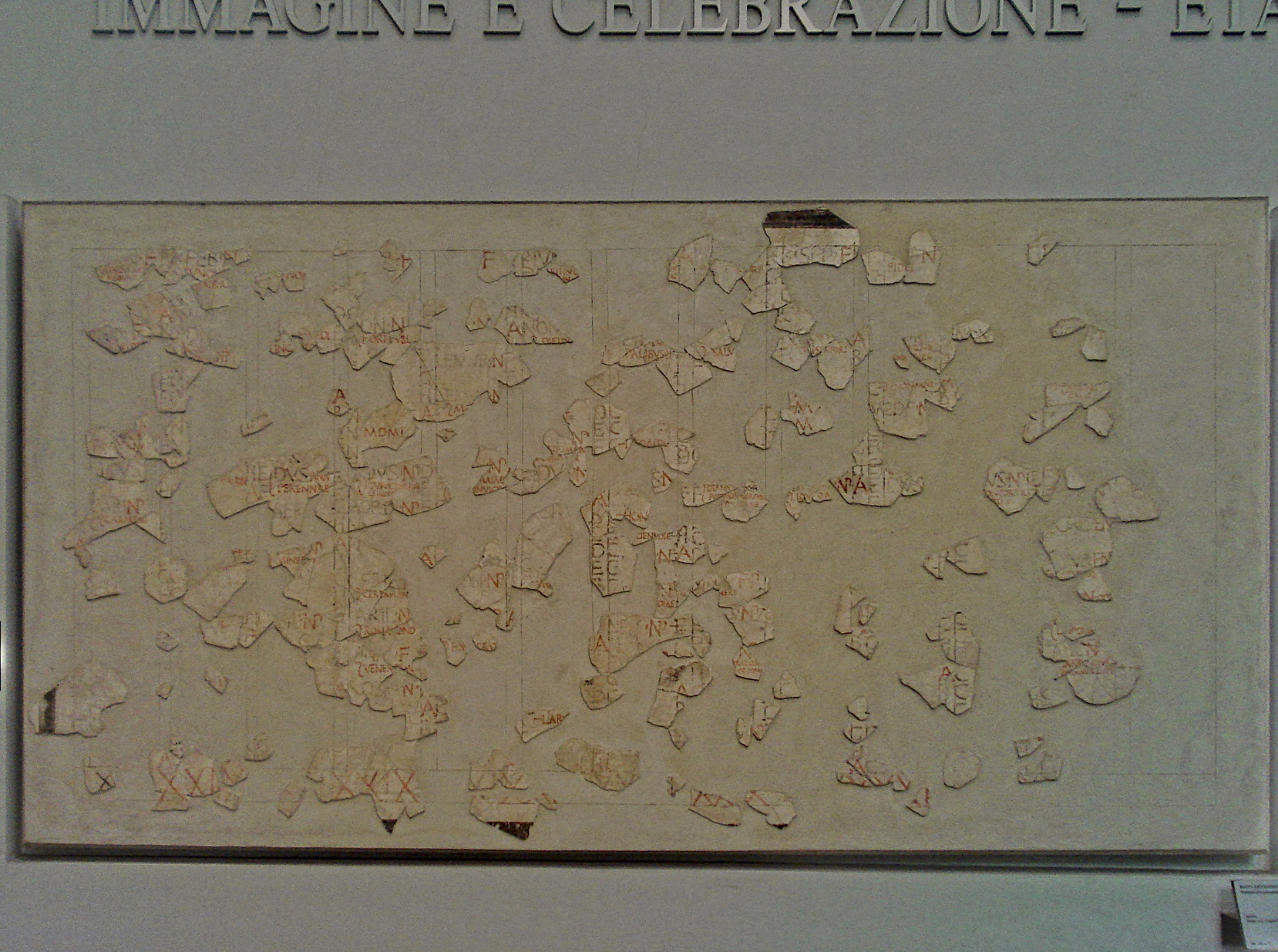
Fasti Antiates,
Palazzo Massimo alle Terme, Roma

I Fasti Anziati (in latino Fasti Antiates) sono un calendario romano murale affrescato risalente alla fine dell'età repubblicana.
Questo calendario, scoperto nel 1915 a Anzio in una cripta sotto quella che fu poi la villa di Nerone, ubicata lungo la costa, è la più antica copia rinvenuta di calendario locale (si stima sia stato realizzato tra il 67 ed il 55 a.C.) e l'unica raffigurante l'organizzazione del tempo secondo il calendario di Numa Pompilio, ovvero prima dell'introduzione del calendario giuliano, nell'anno 46 a.C.
I Fasti Anziati sono conservati nella sede di Palazzo Massimo alle Terme del Museo Nazionale Romano.

## Descrizione

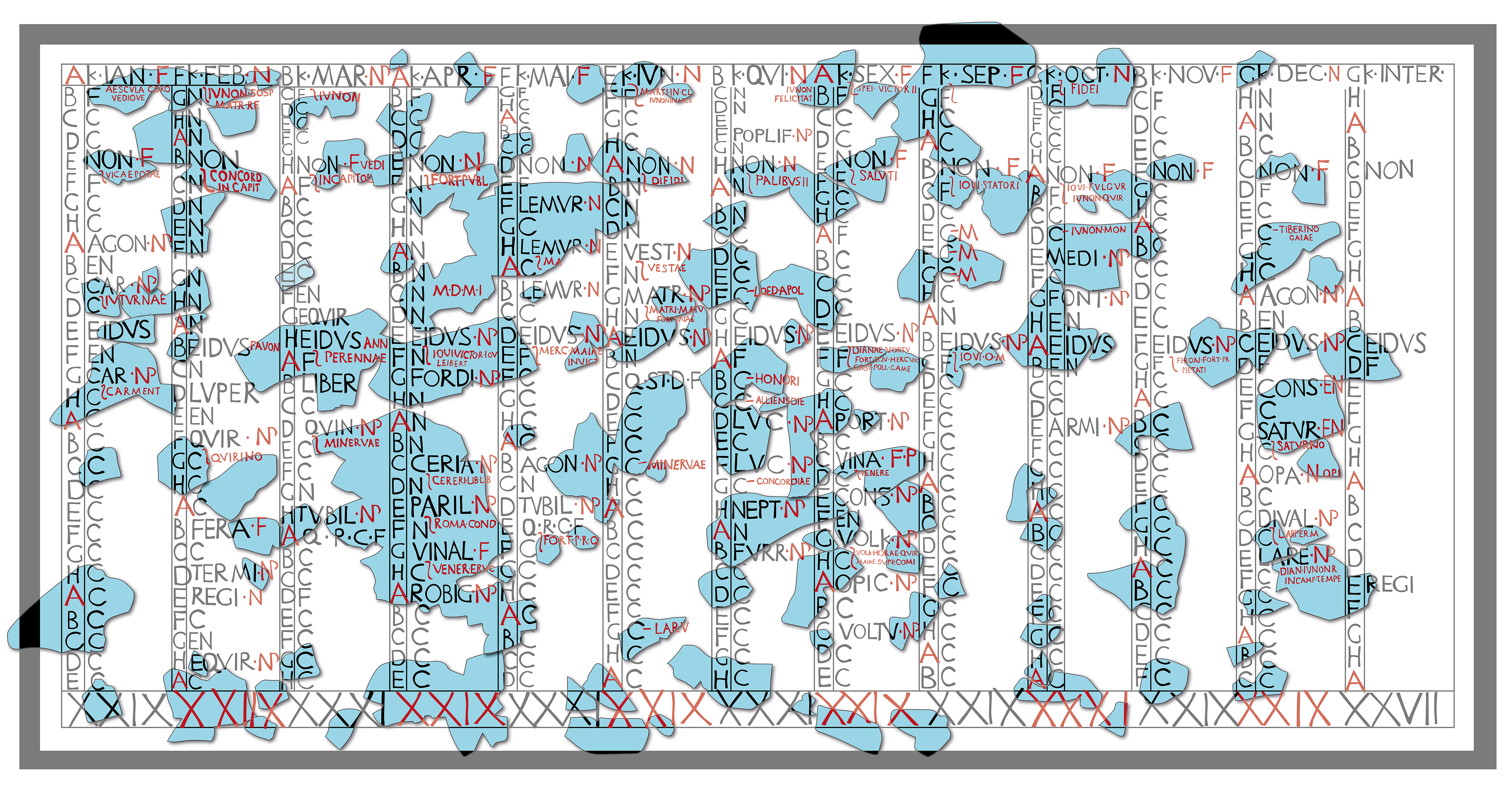
Ricostruzione dei Fasti Antiates

I Fasti Antiates erano composti da due parti che riportavano rispettivamente il calendario di tredici mesi (oltre ai dodici mesi da gennaio a dicembre, il calendario prevedeva un mese addizionale chiamato Mercedonius o Mensis Intercalaris) e la lista dei consoli repubblicani.
Il calendario misurava 1,16 m in altezza e 2,5 m in larghezza.
La lista dei consoli aveva la stessa altezza del calendario, ma era larga 1,36 m.
I nomi dei consoli ricoprono il periodo che va dal 164 a.C. all'84 a.C..
In base alle ricostruzioni delle parti lacunose, si ritiene che in origine la lista comprendesse i consoli dal 173 a.C. al 67 a.C.

### Ritrovamento
Nel marzo del 1915, un marinaio, Angelo Pezzi, riferì circa l’esistenza, tra i ruderi dell’Arco Muto, di un ampio ambiente al cui interno erano presenti una grande quantità di frammenti di intonaco dipinto con lettere in rosso e in nero. Lo scavo, effettuato nel maggio dello stesso anno, 35 metri ad est dell’Arco Muto, permise di recuperare 527 frammenti di intonaco, che una volta ricomposti, restituirono due grandi pannelli, uno dei quali riproduce un calendario precedente la riforma giuliana e l’altro la lista di consoli compresi tra il 164 e l’84 a.C.
Solo a restauro avvenuto si comprese che si trattava di un calendario di età repubblicana, con una datazione non coerente con le strutture della villa imperiale. Si deve desumere che il calendario fosse stato affisso su una parete di un edificio precedente che fu abbattuto per far spazio agli edifici di età imperiale.

### Il calendario
Il calendario è composto da una tabella suddivisa in 13 colonne, ciascuna dedicata a un mese, il cui nome è riportato in testa alla colonna in forma abbreviata: IAN per Ianuarius (gennaio), FEB per Februarius (febbraio), MAR per Martius (marzo), APR per Aprilis (aprile), MAI per Maius (maggio), IVN per Iunius (giugno), QVI per  Quintilis (luglio), SEX per Sextilis (agosto), SEP per September (settembre), OCT per October (ottobre), NOV per November (novembre), DEC per December (dicembre) e INTER per Intercalaris (il mese intercalare o Mercedonio).
Nelle righe di ciascuna colonna sono riportati i giorni e, nell'ultima riga, la somma dei giorni del mese: XXXI (31) per marzo, maggio, luglio e ottobre, XXIX (29) per gennaio, aprile, giugno, agosto, settembre, novembre e dicembre, XXIIX (28) per febbraio, XXVII per il mese intercalare.
Ogni giorno è marcato da una lettera che va da A a H: questa lettera indicava la posizione del giorno nel ciclo nundinale di 8 giorni.
Il primo giorno di ciascun mese è marcato dalla lettera K, abbreviazione di Kalendae (calende). Il quinto giorno per i mesi di gennaio, febbraio, aprile, giugno, agosto, settembre, novembre e dicembre e il settimo giorno per i mesi di marzo, maggio, luglio e ottobre sono marcati con le lettere NON, abbreviazione di Nonae (none). L'ottavo giorno dopo le none è marcato con le lettere EIDVS, cioè Ides (idi).
Alcuni giorni sono marcati con le lettere F, N o C. F è l'abbreviazione di fastus dies (giorni leciti, quando era legale officiare cause civili), N di Nefastus dies (giorni infausti, quelli in cui era illegale) e C di comitialis dies (giorni dei comizi, quando era lecito lo svolgimento delle assemblee politiche).
Il calendario riporta anche le date di fondazione (dies natales) dei templi della città di Roma.
Il fatto che manchi la data di fondazione del Tempio di Venere del Teatro di Pompeo indica che il calendario fu creato prima del 55 a.C..
Il calendario riporta anche eventi importanti, come i Ludi Megalesi, uno dei festeggiamenti dedicati al culto della Magna Mater. L'inaugurazione del suo tempio sul Palatino avvenne l'11 aprile del 191 a.C. e i relativi festeggiamenti avvennero dal 4 all'11 aprile. Una conferma della data dei Ludi Megalesi si trova nei Fasti Quirinales, che in aggiunta classificano l'11 aprile come Endoitio Exitio Nefas.
I Fasti successivi contengono un errore di trasmissione dell'informazione, quando forniscono date non corrette per questi festeggiamenti (4-10 aprile).